# Claudio Naranjo
Claudio Benjamín Naranjo Cohen (Valparaíso, 1932. november 24. – Berkeley, USA, 2019. július 12.) chilei születésű, arab/mór, spanyol és zsidó származású pszichiáter, akit pszichoterápia és a spirituális hagyományok összekapcsolása terén úttörőnek tekintenek. Egyike volt a Fritz Perls (a gestaltterápia alapítója) által megnevezett három utódnak, emellett Oscar Ichazóval való találkozását követően a személyiség enneagramjának az egyik fő kutatója és fejlesztője, évekig a Berkeley Egyetem tanára, továbbá a Seeking After Truth Institute (SAT) (Az Igazság Keresőinek Intézete) megalapítója. Pszichiáterként és spirituális vezetőként a 20. századi szellemi megújulás nemzetközileg elismert alakja, számos könyv szerzője.

## Fordítás
- Ez a szócikk részben vagy egészben a Claudio Naranjo című angol Wikipédia-szócikk ezen változatának fordításán alapul.  Az eredeti cikk szerkesztőit annak laptörténete sorolja fel. Ez a jelzés csupán a megfogalmazás eredetét és a szerzői jogokat jelzi, nem szolgál a cikkben szereplő információk forrásmegjelöléseként.